# 南京中医药大学翰林学院
南京中医药大学翰林学院，是南京中医药大学举办的普通全日制本科独立学院，具有独立法人资格，2010年从南京市移址泰州市。

## 历史
2002年3月，批准成立的南京中医药大学公有民办二级学院；2005年5月，改办为独立学院。
2010年，移址泰州市中国医药城。2020年，停止招生。
2021年6月4日，教育部发展规划司发布公示，拟同意该院与江苏医药职业学院合并，转设为本科层次职业学校江苏医科职业技术大学。2021年6月8日，南京中医药大学发布公告，宣布南京中医药大学翰林学院终止与高职院校的合并转设工作，不再转设为职业教育本科。

## 院系设置

#### 医学院
- 中医学
- 中医学（中医全科医学）
- 针灸推拿学
- 应用心理学
- 康复治疗学
- 护理学

#### 药学院
- 中药学
- 药学
- 制药工程
- 药物制剂
- 中药资源与开发
- 生物制药

#### 卫生经济管理学院
- 国际经济与贸易
- 市场营销
- 信息管理与信息系统
- 药事管理
- 公共事业管理（卫生事业管理）
- 公共事业管理（医疗保险）